# Enfrentamiento del Alto Cenepa (1978)
El incidente del Cenepa de 1978 (conocido como incidente del sub-sector del Alto Cenepa de 1978 por el Estado peruano) fue un enfrentamiento militar ocurrido en enero de 1978 en la frontera de facto entre Ecuador y Perú en la región del Alto Cenepa, en laCordillera del Cóndor. El conflicto se originó por el avance de un destacamento del Ejército del Ecuador en territorio administrado por el Perú según el Protocolo de Río de Janeiro.

## Historia
En la frontera ecuato-peruana se han desarrollado cronológicamente los siguientes conflictos armados entre ambos países:
- Guerra peruano-ecuatoriana de 1858-60 y bloqueo a Guayaquil por el impase diplomático surgido a raíz de la decisión de Ecuador de otorgar a sus acreedores ingleses los territorios amazónicos disputados con el Perú.

- Guerra peruano-ecuatoriana de 1941.

- Conflicto del Falso Paquisha o conflicto armado de la Cordillera del Cóndor en 1981.

Haciendo una breve reseña sobre los incidentes armados fronterizos en el Sub Sector del Alto Cenepa de 1978 y del Conflicto Armado de la Cordillera del Cóndor de 1981, en vista que están relacionados no sólo en la secuencia de las acciones de armas sino porque los excombatientes licenciados de 1978, en su mayoría también combatieron en 1981.

## Antecedentes
En el primer semestre del año 1977 en el sector de la Quebrada Chiqueiza, las incursiones militares ecuatorianas destruyeron un hito fronterizo.
El 8 de julio, una patrulla peruana del Batallón de Infantería de Selva N° 25 en el sector de Jiménez Banda, encontró en territorio peruano un área despejada de 1000 m2, un letrero con la inscripción «Viva el Ecuador» y una bandera ecuatoriana izada.
El 8 de octubre, dos clases del mismo Batallón anteriormente mencionado fueron capturados por efectivos del ejército ecuatoriano cuando patrullaban un sector de la Cordillera del Cóndor.
El 1 de diciembre, una patrulla del ejército ecuatoriano compuesta por 60 hombres fueron sorprendidos y capturados por el ejército peruano en inmediaciones del puesto de vigilancia «Llave», zona declarada de Perú.

## Combate
Los incidentes armados fronterizos en el subsector del Alto Cenepa de 1978 se llevaron a cabo del 12 al 20 de enero de dicho año.
En los primeros días de dicho mes, la patrulla del Batallón de Infantería de Selva N° 25 descubrió en territorio peruano, aproximadamente a 5 kilómetros al Nor-Este de la Guarnición Jiménez Banda, en faldas orientales de la Cordillera del Cóndor, un campamento construido con material de monte y un helipuerto. Ante este hecho, el Comando de la Quinta Región Militar peruana ordenó la ocupación de estas instalaciones, hecho cumplido el 12 de enero de 1978. Las tropas ecuatorianas luego de haberse retirado de su campamento construido volvió a contraatacar días después suscitándose otro enfrentamiento armado esta vez apoyadas con un helicóptero de la FAE, las tropas peruanas resistieron y repelieron el ataque.
Al mando de las tropas peruanas estaban los tenientes de Infantería Carlos Vassallo Doig y Luis Alarcón Llerena.
Ante la gravedad que podría alcanzar este incidente los gobiernos de Perú y Ecuador convinieron en llegar a un acuerdo. El 20 de enero de 1978 se realizó una reunión entre los jefes de Estado mayor de ambos Ejércitos, poniendo fin al incidente producido.

## Consecuencias
Los choques armados fronterizos no terminaron ahí desencadenando con el paso de los años en diversos enfrentamientos como el Conflicto del Falso Paquisha en 1981 y la Guerra del Cenepa en 1995 que culminaron en el proceso de Paz mediante el Acta de Brasilia en octubre de 1998.
Bajo las normativas de la Ley N.º 24053 y la Ley N.º 26511 el gobierno peruano otorgó por equidad los mismos beneficios económicos y de reconocimiento a los excombatientes de los Conflictos Armados de 1933 con Colombia y de 1941, 1978, 1981 y 1995 con el Ecuador.